# Kulturartefakt
Ein Kulturartefakt ist ein Objekt, das durch Menschen hergestellt wurde, im Symbol- und Metaphernsystem einer Kultur einen distinkten Bedeutungsgehalt erkennen lässt, den intentionalen Ausdruck seiner Schöpfer (bzw. seiner Auftraggeber) wiedergibt und gegebenenfalls auf die Lebenswelt seiner Nutzer Rückschlüsse erlaubt. 
Der Begriff wird in den Sozialwissenschaften, der Anthropologie, der Ethnologie, der Soziologie und Medizin verwendet. In der Medizin und der medizinischen Genetik hat der Begriff eine etwas engere Bedeutung: Dort ist ein Kulturartefakt ein durch die Methode bedingter Befund (Artefakt (Diagnostik)). In der Archäologie umfasst der Begriff den Typ des archäologischen Artefakts, das an archäologischen Fundstellen entdeckt wird.
Zeitgenössische Objekte moderner und vormoderner Gesellschaften sind ebenfalls Kulturartefakte. Im anthropologischen Kontext bieten eine Drehbank oder eine Fayence-Keramik aus dem 17. Jahrhundert genauso wie ein Fernseher Informationen zur Zeit, in der diese Objekte hergestellt und genutzt wurden oder werden. Kulturartefakte können auf Wissen zu technischen Prozessen, zur Wirtschaft und zur Sozialstruktur sowie zahlreiche andere Themenbereiche verweisen.